# Jehuda Bacon

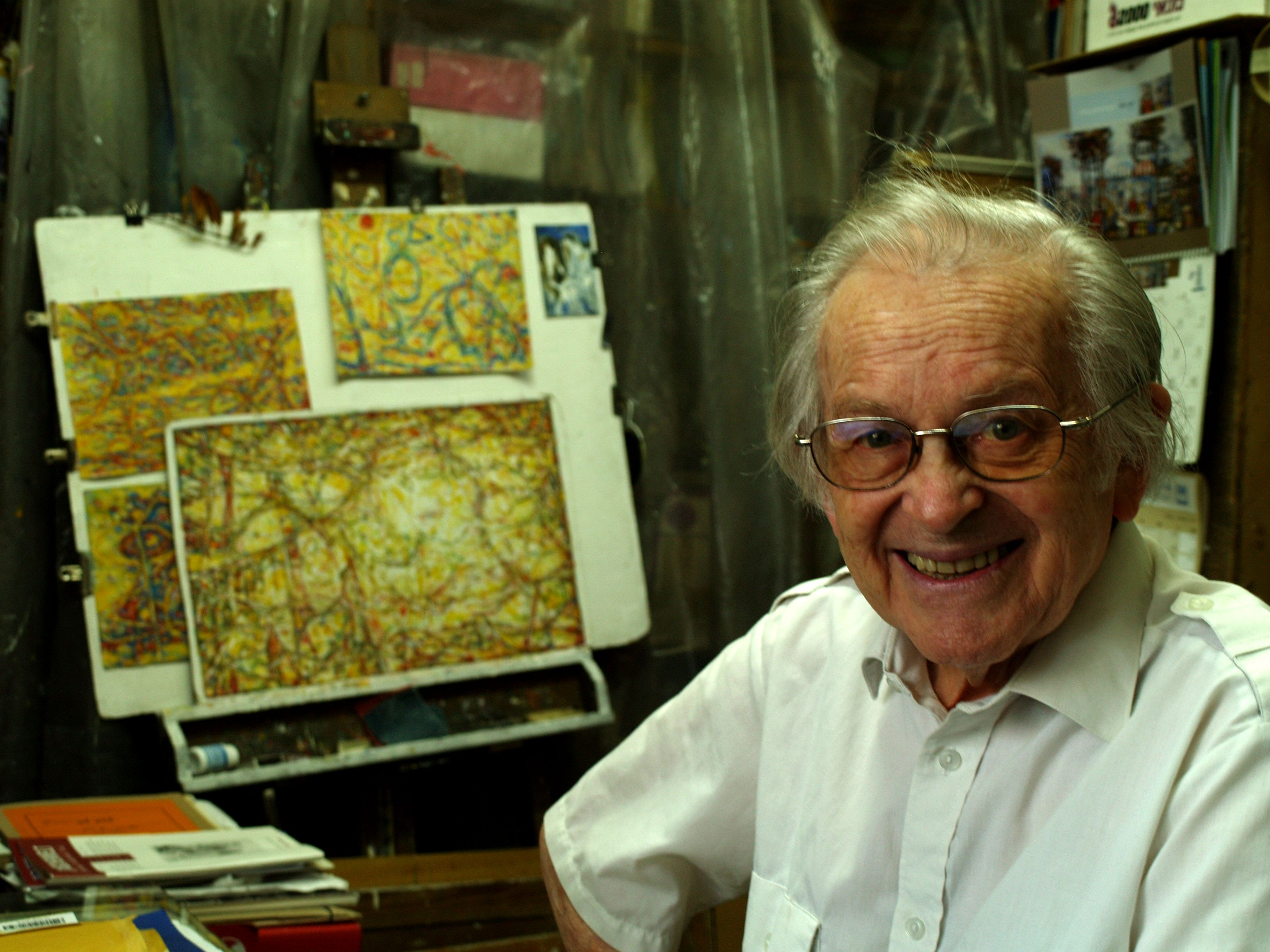
Jehuda Bacon 2008

Jehuda Bacon, auch Yehuda Bacon oder Jehuda Bakon geschrieben (geboren am 28. Juli 1929 in Moravská Ostrava (Mährisch Ostrau), Tschechoslowakei), ist ein israelischer Künstler.

## Leben

### Bis 1945
Jehuda Bacon wurde als Sohn einer chassidischen Familie geboren. Im Herbst 1942 wurde er mit seiner Familie von Ostrava in das Ghetto Theresienstadt deportiert. Hier wirkte er unter anderem an der Kinderoper Brundibár mit. Im Dezember 1943 wurde er in das Konzentrationslager Auschwitz-Birkenau deportiert, wo er mit anderen inhaftierten Kindern im „Familienlager“ das Internationale Komitee vom Roten Kreuz blenden sollte. Tatsächlich wurden die sogenannten „Birkenau Boys“ auch für Transportarbeiten im gesamten Komplex Auschwitz II-Birkenau eingesetzt. Sie mussten an Stelle von Pferden einen Wagen ziehen und die Asche auf Schubkarren aus den Krematorien schaffen, um im Winter damit die Lagerstraßen zu bestreuen. Im Sommer 1944 sah Bacon seinen Vater in die Gaskammer gehen und später den Qualm aus dem Schornstein aufsteigen. Dieses Erlebnis motivierte ihn, ein Bild zu malen, welches sein berühmtestes werden sollte. Zu diesem Zeitpunkt wurden seine Mutter und seine Schwester Hanna in das Konzentrationslager Stutthof deportiert, wo sie wenige Wochen vor der Befreiung starben. Im Winter durfte er sich in einem Krematorium aufwärmen.
Am 18. Januar 1945 wurde Bacon auf einen Todesmarsch geschickt, der zunächst drei Tage dauerte und ins KZ Mauthausen führte. Im März 1945 musste Bacon auf einen weiteren Todesmarsch zum Konzentrationslager Gunskirchen, einem Nebenlager von Mauthausen, das mitten im Wald liegt. Dort gab es für sie, so berichtet er, weder Essen, Wasser noch Kleidung.
Am 5. Mai 1945 wurde Bacon in Gunskirchen befreit. Bevor die SS-Wachmannschaften das Lager verließen, hätten sie die restlichen Lebensmittel vergiftet. Nachdem die Insassen in ein Dorf geflohen waren, seien dort viele an den Folgen der zu hohen Lebensmittelzufuhr gestorben, die der Körper nicht aufnehmen konnte. Bacon und sein Freund Wolfie Adler (der später in Israel Rabbiner wurde und ein Buch über seine Erlebnisse veröffentlichte) verließen das Lager und stießen auf US-amerikanische Soldaten, die ihnen halfen und sie in ein Krankenhaus nach Steyr brachten.
Nachdem Bacon sich in dem von katholischen Nonnen geführten Kloster mehr oder weniger erholt hatte, fuhr er zurück nach Prag. Er hoffte, dass seine Mutter und seine Schwester noch lebten und er sie dort wiedersehen könnte. Er lebte vorerst in einem im Schloss Štiřín bei Prag eingerichteten Kinderheim, das von dem tschechischen Pädagogen und Humanisten Přemysl Pitter geführt wurde. Dort lernte er auch den Schriftsteller H. G. Adler kennen. Durch Pitter und Adler fand er einen Weg zum Leben nach der Befreiung – allerdings ohne seine Familie.

### Nach der Auswanderung nach Israel
Nach der Befreiung beschloss Bacon, Künstler zu werden – auch um seine Erlebnisse zu verarbeiten und zu beschreiben. Als Überlebender sah er sich in der Verantwortung, seine Geschichte zu erzählen, so künftige Generationen zu lehren und ihre Verantwortung gegenüber der Gegenwart und Zukunft bewusst zu machen. So gehörte er zu den ersten Überlebenden der Schoah, die wieder deutschen Boden betraten.
1946 wanderte Bacon mit Hilfe der Jugend-Alijah nach Palästina aus. Dort studierte er an der Bezalel-Kunstakademie Jerusalem, an die er nach mehreren Studienreisen, die ihn nach Europa (Paris und London) führten, 1959 als Professor für Grafik und Zeichnen berufen wurde.
Bacons Zeichnungen, die er noch als Jugendlicher kurz nach der Befreiung vom Konzentrationslager Auschwitz anfertigte, sowie seine Zeugenaussagen wurden in Prozessen gegen NS-Verbrecher (u. a. im Eichmann-Prozess und in den Frankfurter Auschwitzprozessen) als Beweismittel verwendet, ebenso wie in Prozessen gegen den Holocaustleugner David Irving für die Existenz der Gaskammern im Konzentrationslager Auschwitz-Birkenau. Zudem wurden seine Erlebnisse und Kunstwerke in Büchern und Ausstellungen (unter anderem in Israel, Deutschland, den USA und Großbritannien) veröffentlicht. Seine Hoffnung ist, dass unter anderem durch seine Zeugnisse zukünftige Generationen lernen können.
Werke Bacons sind im Israel Museum Jerusalem, Yad Vashem, dem US-Kongress in Washington, D.C., in London oder den Wohnungen von Theodore Roosevelt, John D. Rockefeller, Martin Buber und Chaim Weizmann zu sehen. Ausstellungen führten ihn auch nach Deutschland, die USA und Großbritannien. Er schuf ein Œuvre, welches sich in einem eigenwilligen Spannungsgeflecht entfaltet. Einerseits verarbeitete Bacon in seinen Werken die Erlebnisse seiner Kindheit und Jugend in den Konzentrationslagern, andererseits suchte er über die Kunst den Weg der Versöhnung. Bacon entschied sich für Vergebung und Völkerverständigung und engagierte sich im „jüdisch-christlichen Dialog“.

„Wer in der Hölle war, weiß, dass es zum Guten keine Alternative gibt.“

„Das Problem des Bösen ist in jedem Menschen, fast jedem Menschen: Die Gefahr der Unmenschlichkeit…“

Jehuda Bacon lebt mit seiner Frau Leah in Jerusalem.

## Auszeichnungen
Für seine Verdienste um die deutsch-israelische Versöhnung und den jüdisch-christlichen Dialog wurde er 2013 mit dem Verdienstkreuz am Bande ausgezeichnet.
2021 wurde ihm der Mount Zion Award verliehen.

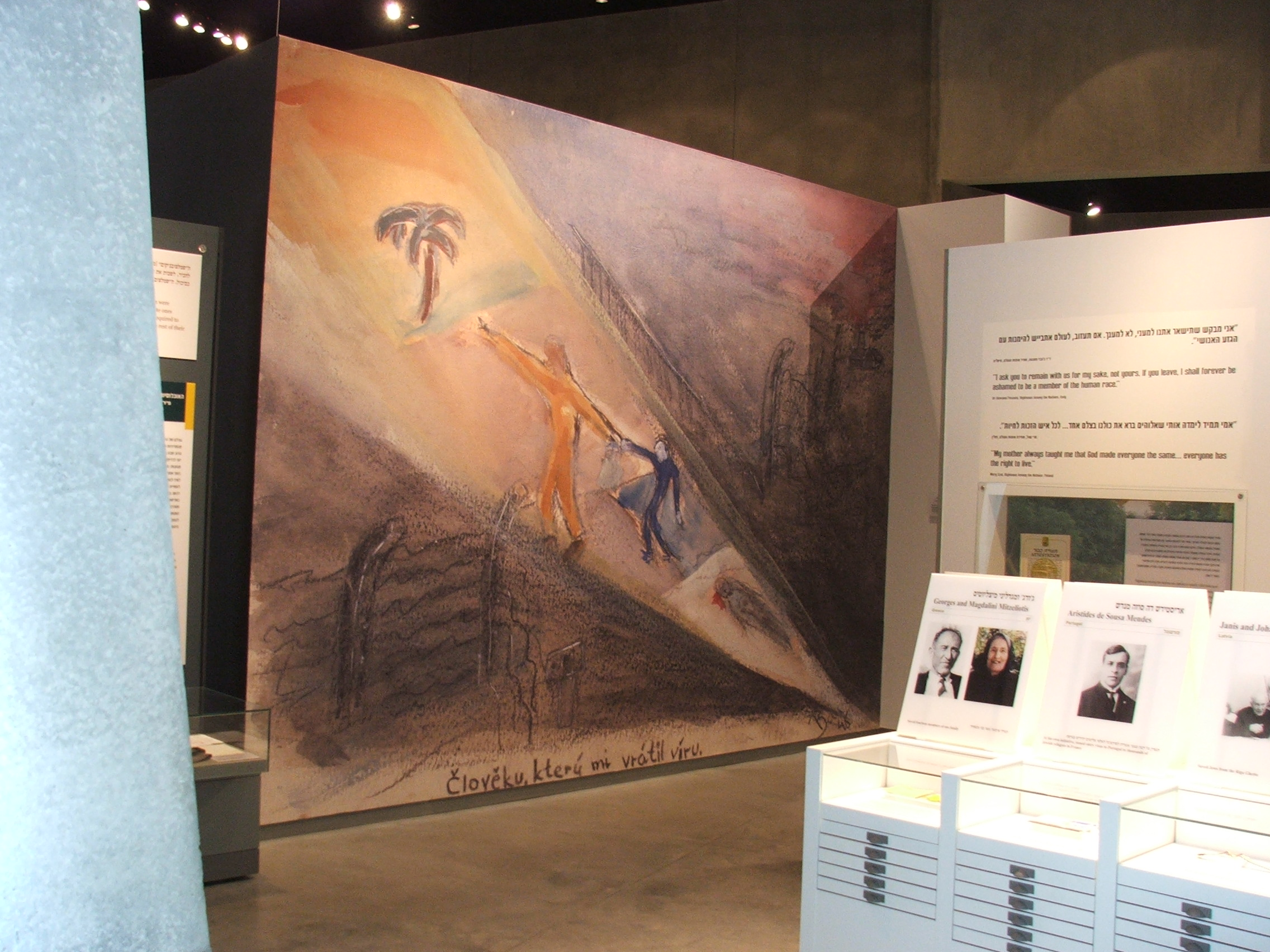
In Yad Vashem: Reproduktion eines Bildes von Jehuda Bacon

## Ausstellungen und Sammlungen (Auswahl)

### Sammlungen
- Yad Vashem, Jerusalem
- Haus der Ghettokämpfer, Lochamej haGeta’ot
- Victoria und Albert Museum, London
- British Museum, London
- Imperial War Museum, London
- Magnes Museum, Berkeley
- Museum am Dom, Würzburg

### Einzelausstellungen
- Nora Gallery, Jerusalem (1954)
- Whippmann Gallery, Johannesburg (1955)
- Princeton University, Princeton (1973)
- Evangelisches Bildungszentrum, München (1978)
- Portland City Hall, Portland, Oregon (1988)
- SOCA Gallery, Auckland (1995)
- Studio Osmo Visuri, Helsinki (1999)
- Galerie Spectrum, Frankfurt (2004)
- Willy-Brandt-Haus, Berlin (2004)
- Museum am Dom, Würzburg (2008)
- Czech Center, Prag (2011)
- Luragosaal am Domplatz, Passau (2015)

### Zwei-Personen-Ausstellungen
- Henny Handler, London (1987) mit Naomi Blake
- Paulskirche, Frankfurt (1999) mit Dan Richter-Levin (* 1926)

### Gruppenausstellungen
- Art Museum, Tel Aviv (1952) mit Isidor Aschheim, Naftali Bezem, Nahum Gutman, Aviva Uri u. a.
- 45e Exposition de la Maison des Intellectuels, Paris (1962)
- National Museum of Modern Art, Tokyo (1962)
- Pratt Graphic Art Centre, New York (1966)
- Art Galeria, Sao Paulo, (1967) mit Mordechai Ardon, Moshe Castel, Jacob Pins, Anna Ticho, Yigael Tumarkin et al.
- Moderna Galerija Rijeka, Ljubljana (1968)
- Musée d’Art Moderne, Paris (1981)
- Imperial War Museum, London (2001)
- The Brooklyn Museum of Art, New York (2003)
- Deutscher Bundestag, Berlin (2015)

## Publikationen
- Jehuda Bacon: Mit der Neugier von Kindern. In: Hans Günther Adler, Hermann Langbein, Ella Lingens-Reiner (Hrsg.): Auschwitz. Zeugnisse und Berichte. 2., überarb. Auflage. Europäische Verlagsanstalt (EVA), Köln/Frankfurt a. M. 1979, ISBN 3-434-00411-4 (Erstauflage 1962).
  - 6. Auflage, mit einem Vorwort zur Editionsgeschichte von Katharina Stengel (= Schriftenreihe. Band 1520). Bundeszentrale für politische Bildung (BpB), Bonn 2014, ISBN 978-3-8389-0520-4, S. 123–126.

### Von und mit Jehuda Bacon
- Manfred Köhnlein: Die Bergpredigt. Stuttgart 2005, ISBN 3-17-018879-8; 2. Aufl. ebenda 2011, ISBN 978-3-17-022140-6 (mit Zeichnungen von J. Bacon).
- Manfred Köhnlein: Gleichnisse Jesu. Visionen einer besseren Welt. Stuttgart 2008, ISBN 978-3-17-020569-7 (mit Zeichnungen von J. Bacon).
- Manfred Köhnlein: Wunder Jesu. Protest- und Hoffnungsgeschichten. Stuttgart 2010, ISBN 978-3-17-020980-0 (mit Zeichnungen von J. Bacon).
- Michael Koller, Jürgen Lenssen, Jens Oertel: Ausstellung Jehuda Bacon. … der mit dem Leben weiterwandert. Ausstellung im Museum am Dom Würzburg vom 15. März bis 12. Mai 2008. Katalogred.: Michael Koller, Wolfgang Schneider. Hrsg. vom Kunstreferat der Diözese Würzburg, Würzburg 2008, ISBN 978-3-9804672-8-5.
- Rose Ausländer: Das dunkle Wunder. Text- und Bildausw. und hrsg. von Oliver Kohler. Präsenz Galerie, Hünfelden 2003, ISBN 978-3-87630-521-9 (Zeichnungen von J. Bacon).
- Jehuda Bacon, Manfred Lütz: „Solange wir leben, müssen wir uns entscheiden.“ Leben nach Auschwitz. Gütersloher Verlagshaus, Gütersloh 2016, ISBN 978-3-579-07089-6 („Manfred Lütz im Gespräch mit dem jüdischen KZ-Überlebenden und Künstler Jehuda Bacon. […] Sinn erfahren im Leid: Das bewegende Vermächtnis eines Auschwitz-Überlebenden“[6]).

### Über Jehuda Bacon
- Thomas Gonschior, Christa Spannbauer: Mut zum Leben. Die Botschaft der Überlebenden von Auschwitz. Europa, Berlin 2014, ISBN 978-3-944305-57-8.

## Film
- Reisen ins Leben. Weiterleben nach einer Kindheit in Auschwitz. Deutschland 1996, Regie/Buch: Thomas Mitscherlich, Kamera: Bernd Fiedler, Thomas Mauch. Jehuda Bacon ist neben Ruth Klüger und Gerhard Durlacher eine der drei Hauptpersonen, die in dem Film ausführlich zu Wort kommen.[7]
- Mut zum Leben – Die Botschaft der Überlebenden von Auschwitz. 2013, Autoren: Christa Spannbauer und Thomas Gonschior.[8]

### Online-Artikel
- Hanna White: 1945: ‘It was a miracle to leave Auschwitz’. In: BBC (Interview Ende 1945 mit seiner Tochter, BBC-Journalistin Hanna White)
- Sie hoben den Daumen. In: der Freitag. 4. Februar 2005 (Matthias Bertsch im Gespräch mit Jehuda Bacon; Artikelanfang frei abrufbar)
- Zeitzeugengespräch mit dem israelischen Maler und Auschwitzüberlebenden Jehuda Bacon: „Meine Bilder haben mich gerettet“. In: haGalil onLine. 5. September 2004
- Wie aus dem Albtraum Stärke wird. Überlebende des Holocaust berichten. (Memento vom 10. Februar 2013 im Webarchiv archive.today) In: 3sat. scobel. 12. Januar 2012 (mit Jehuda Bacon. – „Überlebende des Holocaust zeigen, dass es trotz dem erlebten Grauen möglich ist, eine lebensbejahende Einstellung zu haben. Gert Scobel geht mit seinen Gästen der Frage nach, wie es Menschen gelingen kann, trotz unsäglicher Entwürdigung und unsäglichem Leid, ihre Würde zu bewahren.“)
- Shoah. Ein göttlicher Funke – auch in Auschwitz? In: Deutschlandfunk. Sendereihe Tag für Tag. 10. Oktober 2016 (Volltext: Manfred Lütz im Gespräch mit Christiane Florin; Audio: MP3; 21,7 MB; 23:08 min [Memento vom 11. Oktober 2016 im Internet Archive]).

### Online-Ausstellungen
- From Our Art Museum. Yehuda Bacon. (Memento vom 30. September 2012 im Internet Archive). In: yadvashem.org (englisch; Jehuda Bacon in den Ausstellungen der Gedenkstätte Yad Vashem, Jerusalem; mit einer Zeichnung: In Memory of the Czech Transport to the Gas Chambers, 1945, Charcoal on paper [Im Gedenken an den Transport in Tschechien in die Gaskammern, 1945, Zeichenkohle auf Papier]), abgerufen am 10. Oktober 2016.
- Yehuda Bacon. (Memento vom 18. April 2010 im Internet Archive) In: Virtues of Memory. Six Decades of Holocaust Survivor’s Creativiy. Yad Vashem (englisch; Sonderausstellung “Virtues of Memory. Six Decades of Holocaust Survivor’s Creativity”)
- Jehuda Bacon. In: praesenz-kunst-und-buch.de. Präsenz-Verlag, archiviert vom Original (nicht mehr online verfügbar) am 21. Februar 2009 (Kurzporträt): „Mehr als ein Jahrzehnt wurde der Künstler in Deutschland exklusiv durch die Präsenz-Galerie vertreten.“
- Suche nach Werken Jehuda Bacons. In: praesenz-verlag.com. Präsenz Medien & Verlag
- Profil von Jehuda Bacon. (Memento vom 5. März 2012 im Internet Archive) (PDF; 2,6 MB) S. 78–83. In: Holocaust and Art. In: reelingwrithing.com (englisch).